# Malaysian Open 2013
BMW Malaysian Open 2013 — жіночий тенісний турнір, що проходив на відкритих кортах з твердим покриттям. Це був четвертий турнір Malaysian Open. Належав до категорії International в рамках Туру WTA 2013. Відбувся в Royal Selangor Golf Club з 25 лютого до 3 березня. Того року турнір востаннє відбувся в Малайзії, а 2014 року переїхав до Гонконгу (Китай).

## Учасниці основної сітки в одиночному розряді

### Сіяні учасниці
| Країна            | Гравчиня               | Рейтинг1 | Сіяні |
| ----------------- | ---------------------- | -------- | ----- |
| Данія             | Каролін Возняцкі       | 10       | 1     |
| Китайський Тайбей | Сє Шувей               | 25       | 2     |
| Росія             | Анастасія Павлюченкова | 29       | 3     |
| Японія            | Моріта Аюмі            | 55       | 4     |
| Японія            | Місакі Дой             | 82       | 5     |
| Хорватія          | Донна Векич            | 90       | 6     |
| Греція            | Елені Даніліду         | 94       | 7     |
| Чехія             | Крістина Плішкова      | 99       | 8     |

- 1 Рейтинг подано станом на 18 лютого 2013.

### Інші учасниці
Нижче наведено учасниць, які отримали вайлд-кард на участь в основній сітці:
- Асліна Чуа
- Бетані Маттек-Сендс
- Анастасія Павлюченкова

Нижче наведено гравчинь, які пробились в основну сітку через стадію кваліфікації:
- Акгуль Аманмурадова
- Заріна Діяс
- Луксіка Кумхун
- Нудніда Луангам
- Шанель Сіммондс
- Ван Цян

### Відмовились від участі
До початку турніру
- Даніела Гантухова
- Бояна Йовановські
- Юлія Путінцева
- Тамарін Танасугарн
- Чжань Юнжань

## Учасниці основної сітки в парному розряді

### Сіяні пари
| Країна     | Гравчиня         | Країна            | Гравчиня      | Рейтинг1 | Сіяна |
| ---------- | ---------------- | ----------------- | ------------- | -------- | ----- |
| Словаччина | Жанетта Гусарова | КНР               | Ч Шуай        | 82       | 1     |
| Японія     | Аояма Сюко       | Китайський Тайбей | Чжан Кайчжень | 139      | 2     |
| Україна    | Ірина Бурячок    | Китайський Тайбей | Чжань Хаоцін  | 146      | 3     |
| Японія     | Фудзівара Ріка   | КНР               | Чжен Сайсай   | 171      | 4     |

- 1 Рейтинг подано станом на 18 лютого 2013.

### Інші учасниці
Нижче наведено пари, які отримали вайлдкард на участь в основній сітці:
- Aslina An Ping Chua /  Ян Цзи
- Юс Сязлін Набіла /  Тейвія Сельвараджу

## Переможниці та фіналістки

### Одиночний розряд
- Кароліна Плішкова —  Бетані Маттек-Сендс, 1–6, 7–5, 6–3

### Парний розряд
- Аояма Сюко /  Чжан Кайчжень def. Жанетта Гусарова /  Ч Шуай, 6–7(4–7), 7–6(7–4), [14–12]